# The Resistance Tour
The Resistance Tour was een wereldwijde tournee van de Britse rockband Muse ter promotie van hun vijfde studioalbum The Resistance. De tournee begon op 22 oktober 2009 in de Finse hoofdstad Helsinki en eindigde op 28 augustus 2011 in het Britse Reading. Er werden 139 concerten gegeven, verdeeld over zeven concertreeksen. Per optreden speelde de band 19 tot 23 nummers. Dat er een concerttournee zou komen werd voor het eerst bevestigd in maart 2008. Een jaar later, in juni 2009, werden de eerste concertdata bekendgemaakt.
Concertkaarten in het Verenigd Koninkrijk, Zweden en Frankrijk gingen op 5 juni 2009 in de verkoop. De voorverkoop voor het concert in Rotterdam, die alleen was voor leden van de website van Muse, begon op 11 juni. Een soortgelijke voorverkoop werd ook gehouden voor concerten in Spanje. In het Verenigd Koninkrijk waren de concertkaarten binnen enkele minuten uitverkocht. Voor de Europese concerten gingen vanaf 24 september 2009 extra kaarten in de verkoop.
De eerste concertreeks duurde van 22 oktober tot 4 december 2009. De band bezocht een deel van Europa en ging langs bij diverse Amerikaanse muziekfestivals. Er werden 30 concerten gegeven. Daarna volgde een serie van 13 concerten. Deze duurde van 7 januari tot 6 februari 2010; zeven optredens waren onderdeel van het muziekfestival Big Day Out in Australië. De derde concertreeks vond plaats in Noord-Amerika, begon in Duluth op 27 februari 2010 en eindigde op 20 april in Mexico-Stad.
Daarna volgden weer enkele concerten in Europa, waaronder een concert op 19 juni in het Goffertpark van Nijmegen en op 1 juli 2010 tijdens Rock Werchter in België. Deze vierde reeks duurde van 25 mei tot 11 september 2010. De band keerde daarna terug naar Noord-Amerika voor nieuwe concerten. Deze vijfde serie duurde van 22 september tot 29 oktober 2010. De zesde reeks begon op 5 december in Brisbane en eindigde in Perth op 19 december 2010. De zevende en laatste ronde begon op 20 mei in Sint-Petersburg en eindigde in Reading, waar op 28 augustus 2011 een concert gegeven werd als onderdeel van de Reading en Leeds Festivals. Het stond in het teken van het 10-jarige bestaan van het studioalbum Origin of Symmetry.

## Voorbereidingsconcerten

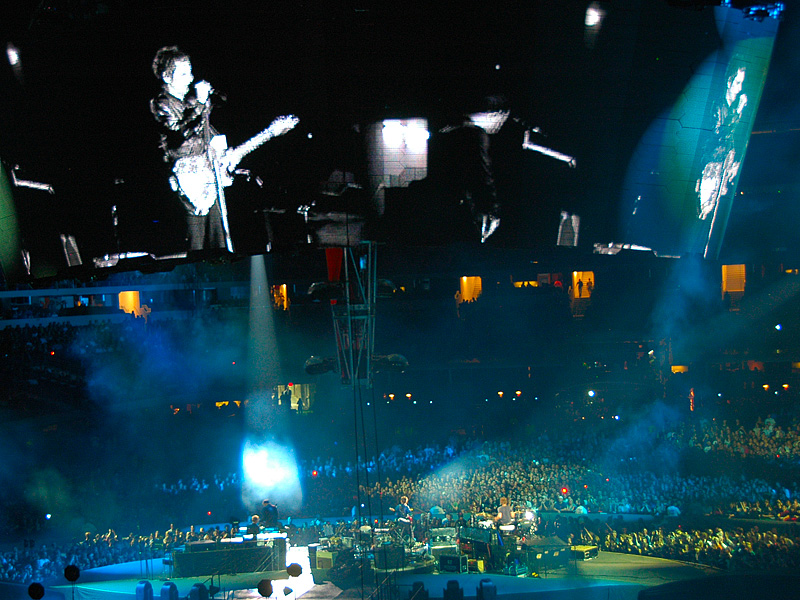
Muse in het voorprogramma van U2 tijdens een concert in het Cowboys Stadium.

Op 17 augustus 2009 werden twee concerten met de naam "A Seaside Rendezvous" bevestigd voor 4 en 5 september. Het waren de eerste in tien jaar in de plaats Teignmouth waar de bandleden opgroeiden. De laatste keer dat de band een concert gaf was in 2008 tijdens het V Festival. Sindsdien hadden de bandleden geen concerten meer gegeven vanwege het opnemen van hun vijfde studioalbum.
Tijdens de optredens werden vijf nummers van het aankomende album voor het eerst ten gehore gebracht, onder andere Uprising, Undisclosed Desires en Resistance werden gespeeld.
Naast deze twee werden drie andere voorbereidingsconcerten gegeven. Op 7 september 2009 gaf de band een optreden in het Admiralspalast, Berlijn. Een dag later werd in Parijs in het Théâtre du Châtelet opgetreden. Daarna was de band op 13 september 2009 te zien in het Walter Kerr Theatre in New York.
Hierna was Muse te zien als voorprogramma van U2, 16 optredens als onderdeel van de U2 360° Tour werden geven.

## Podiumontwerp
Na de aankondiging van de tournee kwam het muziekblad NME met nieuws over het podiumontwerp.
De bandleden zeiden daarin het volgende:

We zijn bezig met een compleet ander en verrassend podiumontwerp in een productie die al onze fans zal aanspreken.
— Muse in een interview met NME

Er deden geruchten de ronde over een podium in het midden van elke arena met het publiek eromheen. Een dergelijke opbouw werd voor het eerst gebruikt in 1978 door de progressieve rockband Yes. Op 22 juli 2009 plaatsten de bandleden een foto op Twitter, waarbij ze lieten weten dat ze bezig waren met een podiumontwerp waarbij gedacht moest worden aan 8 "stone'enge". In september 2009 citeerde de BBC drummer Dominic Howard die liet weten dat de band op drie bewegende pilaren zal optreden.
Een interview met de muziekwebsite Drowned In Sound bevatte meer informatie over het podiumontwerp:

Er wordt veel gebruikgemaakt van videobeelden. We staan op bewegende LED-objecten, we gaan dus naar boven en naar beneden op diverse niveaus. En we gaan dus letterlijk de hoogte in, dit is iets wat we nog nooit hebben gedaan. Ik denk dat wij een paar concerten gaan doen, waarbij we fans om ons heen hebben. Niet in het midden van een kamer, maar we hebben het podium zo ontworpen dat het publiek om ons heen kan staan. Iedereen krijgt dus een even goede beleving, ook als je achter ons staat. De meeste ideeën van ons worden helaas niet uitgevoerd wegens gezondheids- en veiligheidszorgen.
— Dominic Howard in een interview met Drowned In Sound

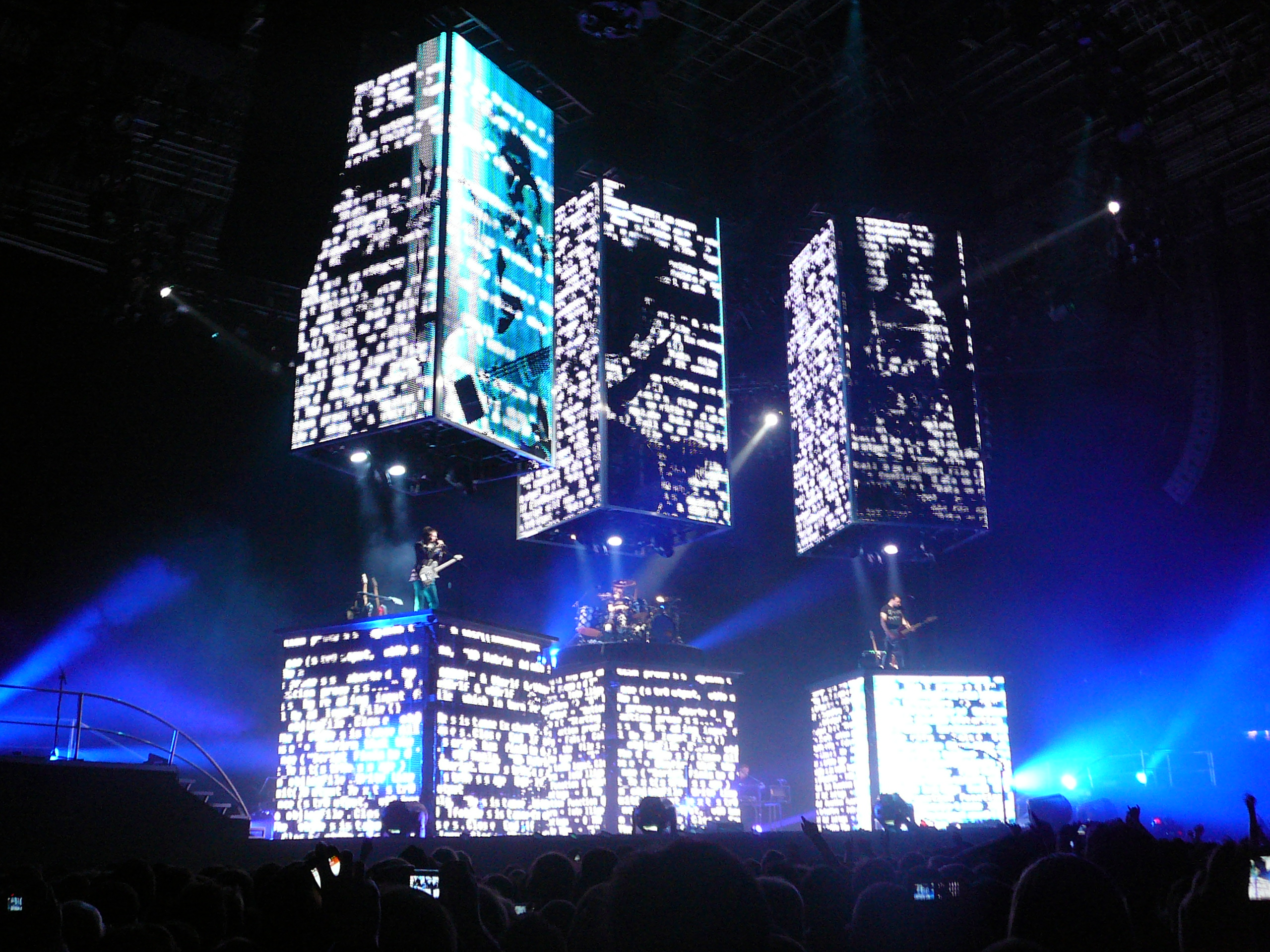
Resistance tijdens een concert in de National Indoor Arena van Birmingham op 10 november 2009.
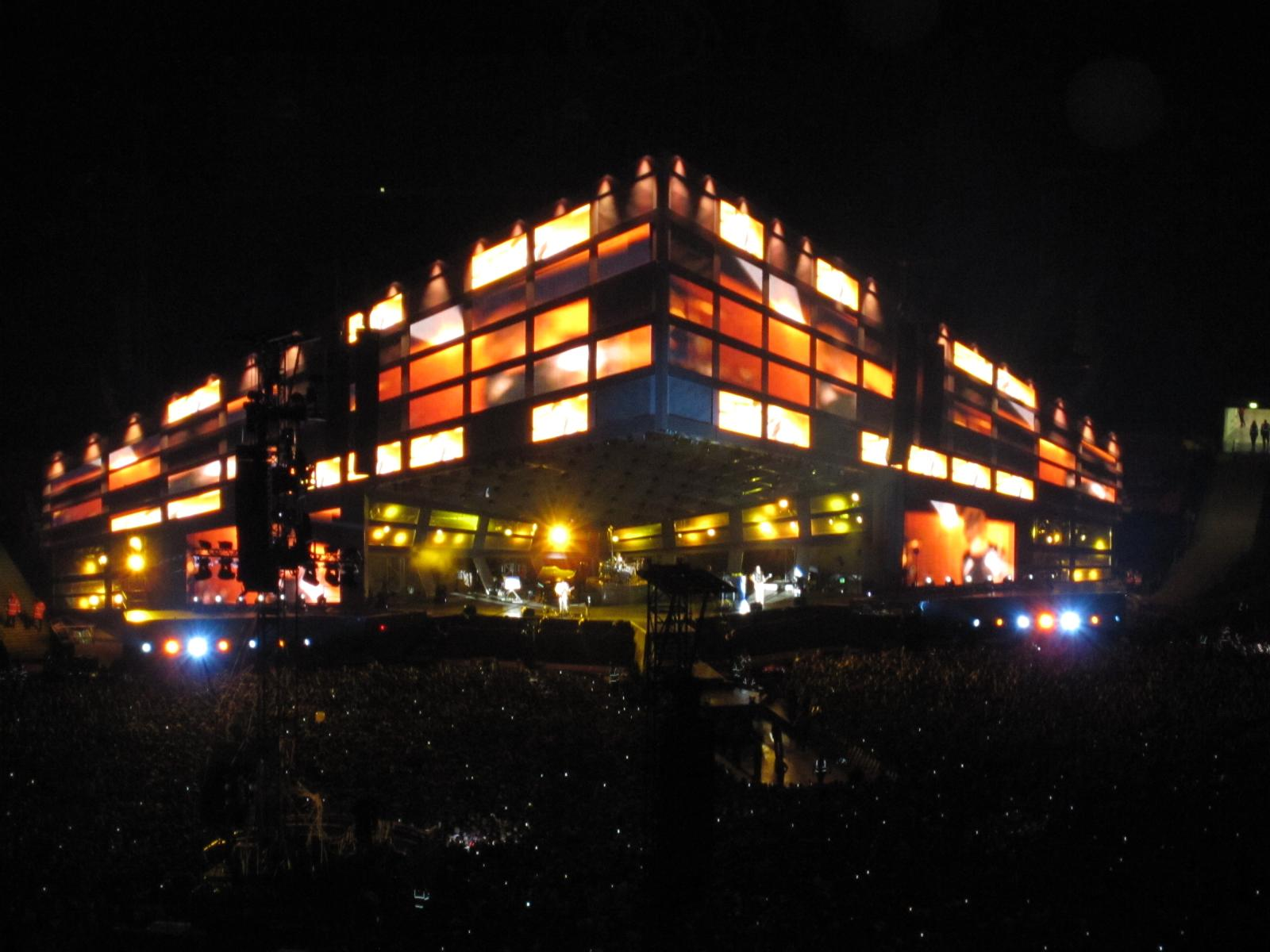
Het driehoekige podium, hier tijdens een concert in het Wembley Stadium.
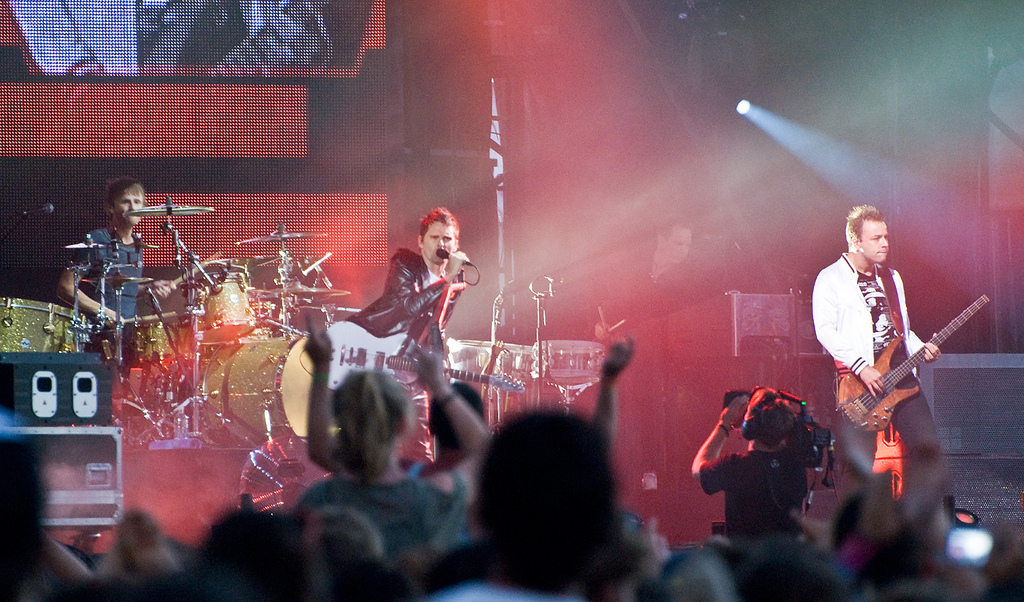
Muse tijdens Big Day Out in 2010. Van links naar rechts: Dominic Howard, Matthew Bellamy, Morgan Nicholls (achteraan) en Christopher Wolstenholme.

### Stadionconcerten
Voor de stadionconcerten kwam de band met een nieuw podiumontwerp, dat net als het vorige geïnspireerd was op het boek 1984 van George Orwell. Het podium had een driehoekige piramideachtige vorm en werd ontworpen en gebouwd door het Belgische bedrijf StageCo, dat tevens verantwoordelijk was voor het podiumontwerp van de U2 360° Tour.
Boven op het podium bevond zich een bal die het All Seeing Eye uit het boek van Orwell moest voorstellen. De piramide was verdeeld in beweegbare blokken, waarop videobeelden te zien waren. Ook een catwalk was aanwezig. Een lift voor drie personen die 10 meter de lucht in kon en 15 meter vooruit kreeg de naam Elephant Lift en werd gebruikt bij het brengen van Undisclosed Desires en Take a Bow. Bij het nummer Exogenesis: Symphony Part 1 (Overture) werd een denkbeeldige ufo met een acrobaat eronder gebruikt, deze zweefden boven het publiek.

### Muziekfestivals
Bij optredens op muziekfestivals werd een ander podium gebruikt. Bij concerten in Oceanië begin 2010 waren drie videoschermen achter de band te zien die dezelfde visuals toonden als bij de arenaconcerten. Voor de muziekfestivals in 2010 in Europa werd een opstelling gebruikt met drie groepen van zeshoekige schermen. Ook de ufo van de stadionconcerten kwam soms aan bod.

## Ontvangst door de pers
Recensente Ester Meerman van NU.nl schreef een recensie over het concert in Ahoy op 14 november 2009. Ze gaf aan dat Muse bewees dat de band een meer dan volwaardige stadionact is, echter zat er volgens haar weinig hitpotentie in de nieuwe nummers van de band. Tom Springveld van het muziektijdschrift OOR was aanwezig bij hetzelfde concert. Hij was zeer te spreken over de samenwerking tussen de leden van de band. Hij noemde het nummer Hysteria een van de hoogtepunten van de avond.
Bart Steenhaut, recensent bij De Morgen, was bij het concert in het Sportpaleis op 2 november 2009. Hij was van mening dat het nummer Guiding Light een krampachtige indruk achterliet. Tevens vond hij het eerste nummer van de toegift, Exogenesis: Symphony, Part 1: Overture, ronduit vervelend om aan te horen. Steenhaut was wel positief over de special effects. Dorien Desmedt van Cutting Edge gaf het concert vijf sterren. Ze beschreef de opening als een sterke start met nummers als Uprising en Map of the Problematique.

## Mediaoptredens
De band gaf op 9 september 2009 een optreden in het Franse televisieprogramma Taratata. Ze speelde Uprising, Popcorn, United States of Eurasia en Feeling Good. Bij de laatste twee nummers werd ze ondersteund door violisten. De uitzending werd op 21 oktober 2009 uitgezonden. In het radioprogramma Kevin and Bean van KROQ gaf de band op 14 september 2009 een optreden, gevolgd door een interview. Hierbij waren ongeveer 15 gasten aanwezig. De nummers Hysteria, Resistance, Starlight, Uprising en Knights of Cydonia werden gespeeld. Op 15 september 2009 was de band te gast in het Britse televisieprogramma Later with Jools Holland. De violisten uit Taratata waren weer aanwezig, samen met een cellist. Uprising, United States of Eurasia en Undisclosed Desires werden gespeeld.
Een van de opvallendste optredens was die in het programma Quelli che... il Calcio op 20 september 2009. Hierin speelden de bandleden het nummer Uprising; ze verwisselden van plek omdat ze het niet eens waren met de regels van het programma. Hierin stond dat de band niet live mocht spelen en verplicht moest playbacken. Hierdoor zat Bellamy achter de drums, speelde Howard basgitaar en was Wolstenholme verantwoordelijk voor de gitaar. Later in het jaar op 12 november 2009 nam de band deel aan Children in Need, een inzamelingsactie op televisie die uitgezonden werd op 19 november 2009. Het kwartet speelde de nummers Undisclosed Desires en United States of Eurasia. Op 19 december 2009 was de band uitgenodigd door Daniel Craig om op te treden in Saturday Night Live. Ze speelden de nummers Uprising en Starlight.
Op 26 november 2009 gaf de band in het programma Friday Night with Jonathan Ross een optreden wat de volgende dag op televisie werd uitgezonden. De nummers Undisclosed Desires en Uprising werden gespeeld, van beide de radioversie. Undisclosed Desires werd op een elektrisch drumstel gespeeld. Aan het eind van het jaar, op 25 december 2009, was de band te zien in de Britse Top of the Pops. Hierin werd Uprising gespeeld. Howard, de drummer van de band, was verkleed als kerstman. In 2010 gaf de band optredens in de programma's Le Grand Journal op 22 februari en in Autoball Weltmeisterschaft op 4 juni 2010. In beide programma's werd het nummer Undisclosed Desires geplaybackt.

## Setlist
De meeste concerten werden geopend met het nummer Uprising. 116 keer was dit nummer te horen aan het begin van het concert. Bij 9 concerten werd Exogenesis: Symphony Part 1 (Overture) als eerste gespeeld, MK Ultra bij 6 concerten. Plug In Baby, New Born en Resistance werden 2 keer aan het begin gespeeld. America (een cover van Leonard Bernstein) en Unnatural Selection stonden maar één keer op de eerste plek van de setlist.
Het concert werd bij 67 concerten afgesloten met Unnatural Selection. Bij 41 concerten was toen Plug In Baby te horen. Stockholm Syndrome kwam 20 keer voor als afsluiter van het concert. Knights of Cydonia stond zes keer op de laatste plek van de setlist, Time Is Running Out vier keer. Het concert in het Brisbane Entertainment Centre op 6 december 2010 werd afgesloten met Bliss.
Een toegift werd bij 119 concerten gegeven, bij 10 concerten kwam de band nog een keer terug voor een tweede toegift. Ook werd er bij 10 concerten geen toegift gegeven. 131 keer werd de toegift afgesloten met Knights of Cydonia. Take a Bow werd vier keer, Time is Running Out werd drie keer en Plug In Baby werd één keer gespeeld als laatste nummer van de toegift.

### Voorbereidingsconcerten
1. Uprising
2. Map of the Problematique
3. Supermassive Black Hole
4. Resistance
5. Interlude
6. Hysteria
7. New Born
8. Feeling Good
9. United States of Eurasia
10. Cave
11. Popcorn
12. Starlight
13. Undisclosed Desires
14. Time Is Running Out
15. Unnatural Selection

Toegift:
1. Stockholm Syndrome
2. Plug In Baby
3. Knights of Cydonia

Deze gemiddelde setlist is gebaseerd op de drie voorbereidingsconcerten die de band gaf.

### Voorprogramma van U2
1. Uprising
2. Supermassive Black Hole
3. Interlude
4. Hysteria
5. United States of Eurasia
6. Plug In Baby
7. Time Is Running Out
8. Knights of Cydonia
9. Starlight

Deze (gemiddelde) setlist is gebaseerd op alle 16 concerten die de band gaf als voorprogramma van U2 tijdens de U2 360° Tour.

### Concerten in arena's
1. Uprising
2. Resistance
3. New Born
4. Map of the Problematique
5. Supermassive Black Hole
6. Willekeurig nummer, mogelijkheden:

- Guiding Light
- MK Ultra
- Butterflies and Hurricanes
- Bliss
- Citizen Erased
- Dead Star

1. Interlude
2. Hysteria
3. Nishe
4. United States of Eurasia
5. Willekeurig nummer, mogelijkheden:

- Cave
- Feeling Good
- Sunburn
- Can't Take My Eyes Off You
- Ruled by Secrecy

1. Willekeurig nummer, mogelijkheden:

- Unintended
- Guiding Light

1. Undisclosed Desires
2. Starlight
3. Plug In Baby
4. Time Is Running Out
5. Unnatural Selection

Toegift:
1. Exogenesis: Symphony Part 1 (Overture)
2. Stockholm Syndrome
3. Knights of Cydonia

Deze setlist is gebaseerd op de concerten in Europese en Amerikaanse arena's en in Azië.

### Europese stadions
1. Uprising
2. Supermassive Black Hole
3. New Born
4. Willekeurig nummer, mogelijkheden:

- Map of the Problematique
- MK Ultra

1. Willekeurig nummer, mogelijkheden:

- Neutron Star Collision (Love Is Forever)
- Butterflies and Hurricanes

1. Guiding Light
2. Interlude
3. Hysteria
4. Nishe
5. United States of Eurasia
6. Willekeurig nummer, mogelijkheden:

- I Belong to You / Mon cœur s'ouvre à ta voix
- Bliss
- Citizen Erased
- Ruled by Secrecy

1. Feeling Good
2. Undisclosed Desires
3. Resistance
4. Starlight
5. Time Is Running Out
6. Unnatural Selection

Eerste toegift:
1. Willekeurig nummer, mogelijkheden:

- Unintended
- Soldier's Poem

1. Exogenesis: Symphony Part 1 (Overture)
2. Stockholm Syndrome

Tweede toegift:
1. Take a Bow
2. Plug In Baby
3. Knights of Cydonia

## Gespeelde nummers

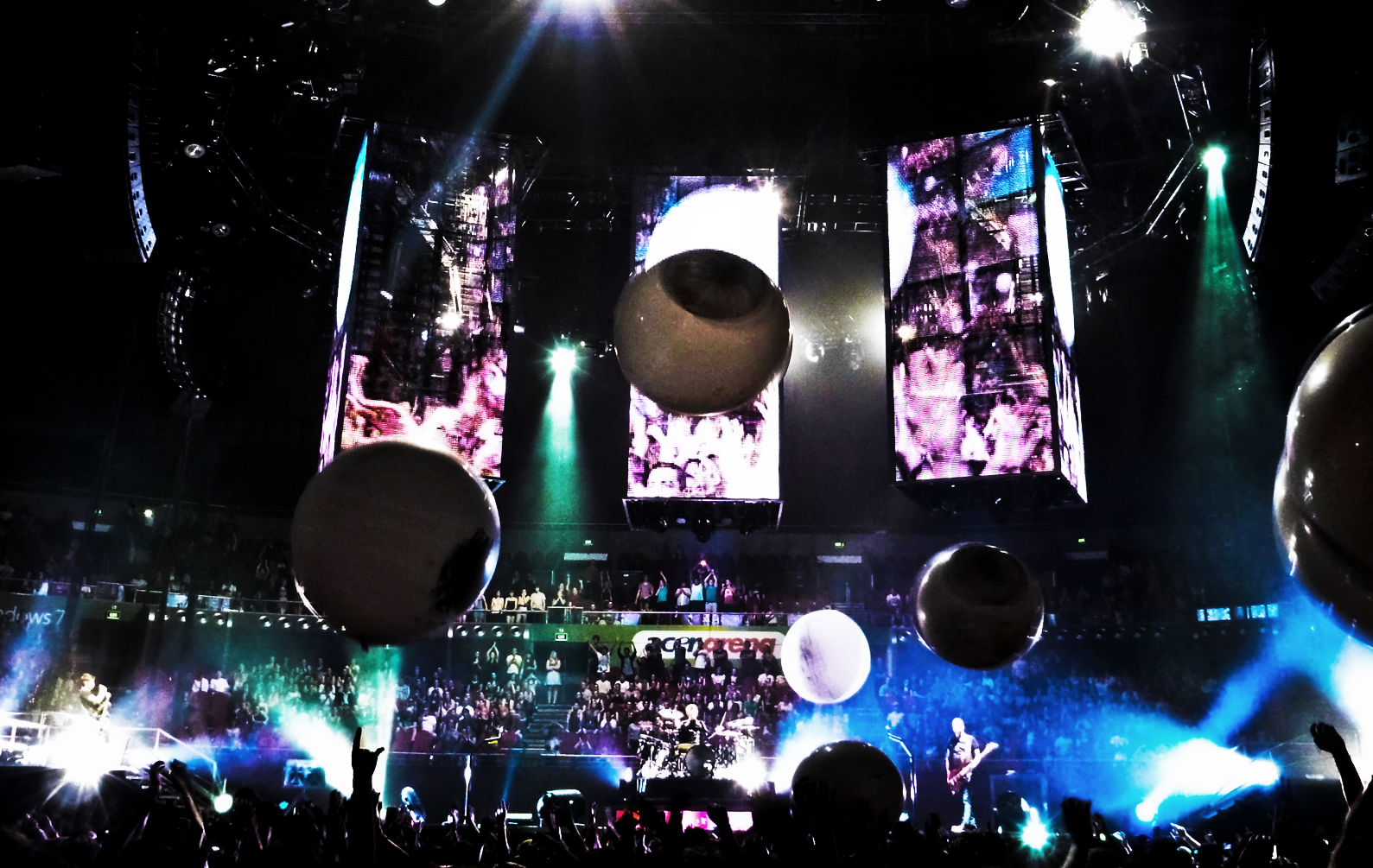
Plug In Baby tijdens een concert in Sydney op 9 december 2010.

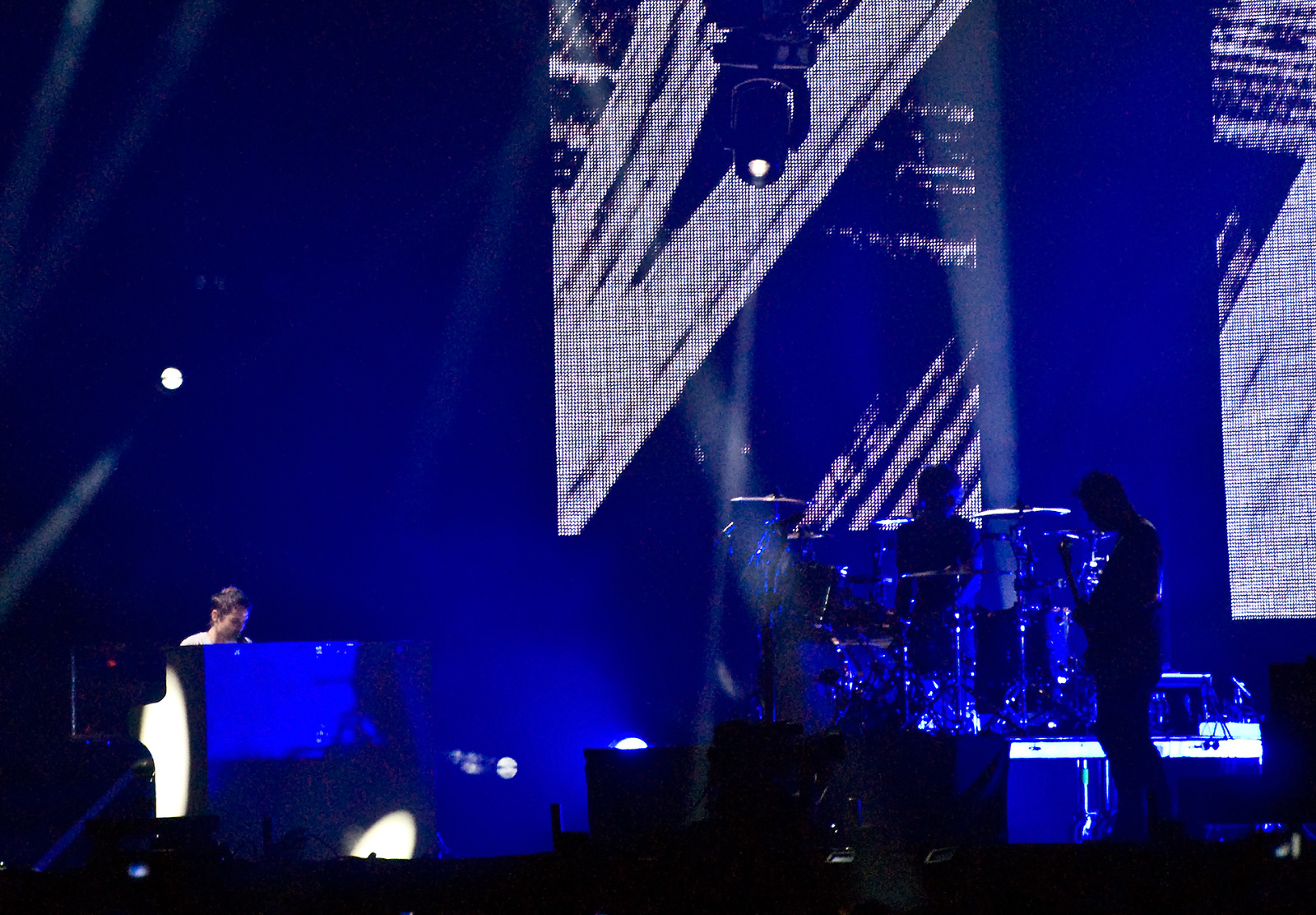
United States of Eurasia tijdens een concert in Melbourne, Australië.

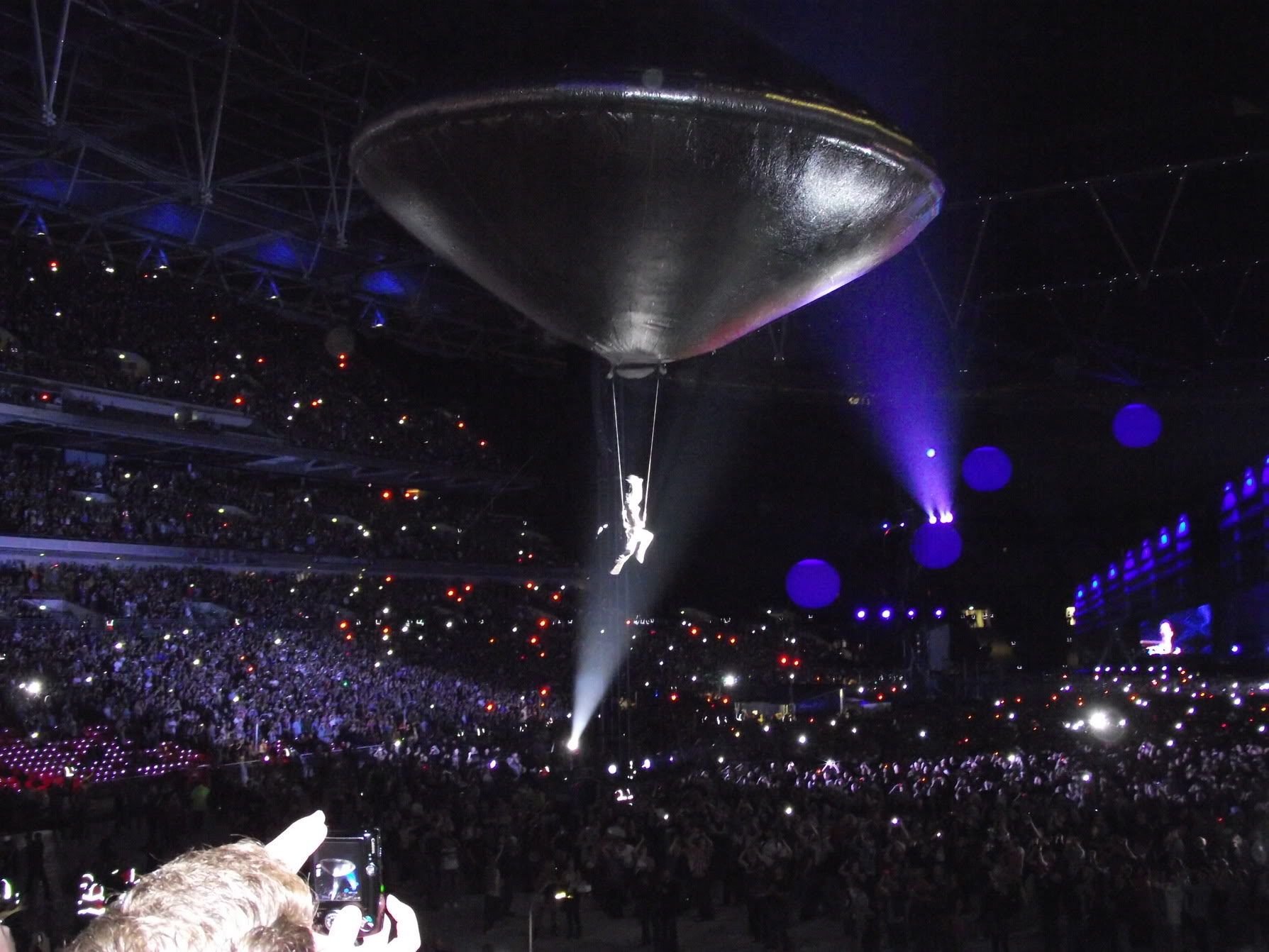
Exogenesis: Symphony, Part 1: Overture tijdens stadionconcerten, zoals in het Wembley Stadium.

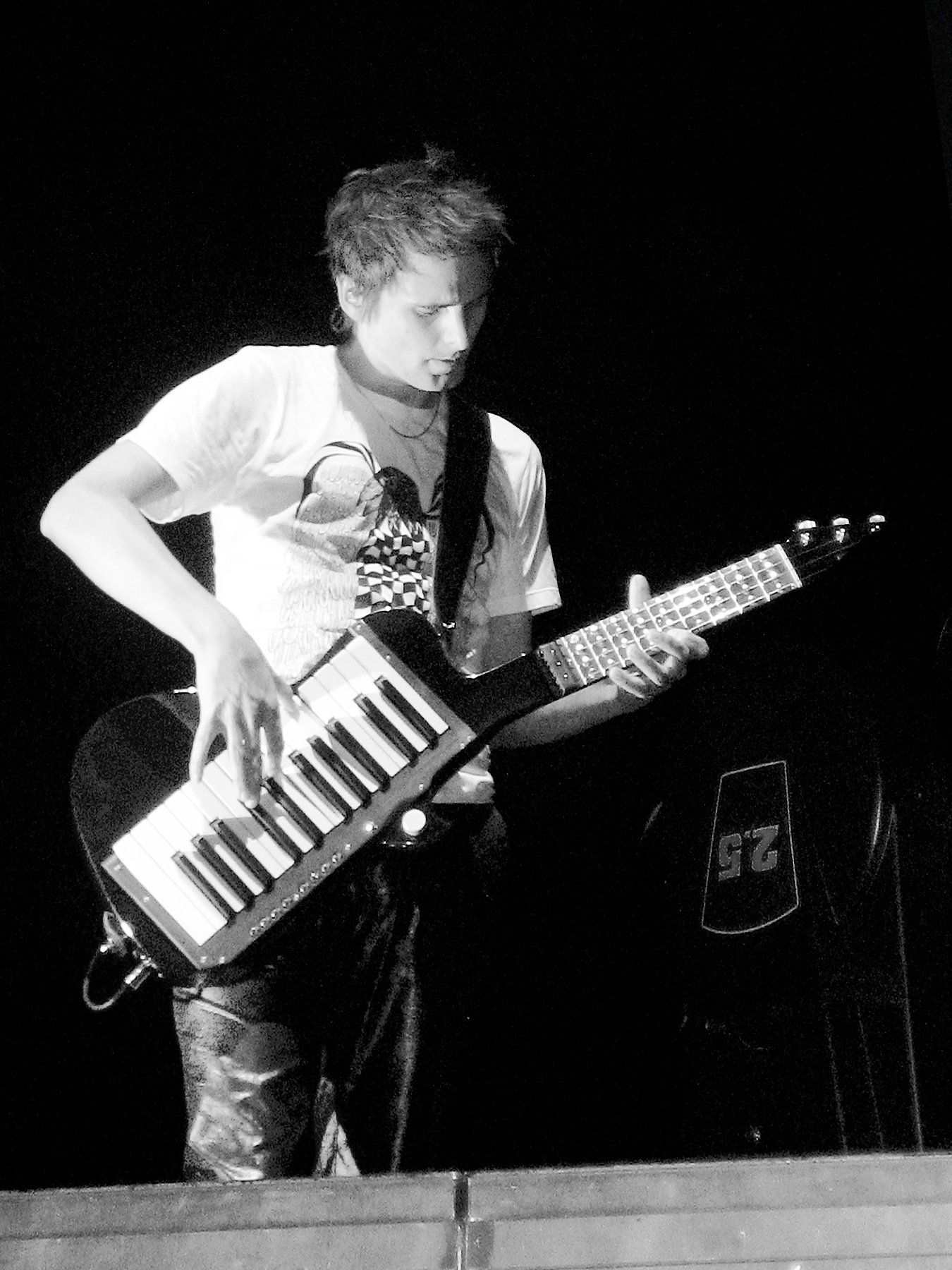
Matthew Bellamy tijdens Undisclosed Desires in het Patriot Center.

### U2 360° Tour
Een overzicht van de nummers die gespeeld werden tijdens de concerten als voorprogramma van U2. Uprising en Starlight werden op elk concert gespeeld, Bliss maar op een.
| Album                              | Nummer                                | Aantal keer gespeeld |
| ---------------------------------- | ------------------------------------- | -------------------- |
| Origin of Symmetry (2001)          | Bliss                                 | 1                    |
| Origin of Symmetry (2001)          | Plug In Baby                          | 9                    |
| Origin of Symmetry (2001)          | Citizen Erased                        | 2                    |
| Origin of Symmetry (2001)          | Feeling Good                          | 2                    |
| Absolution (2003)                  | Time Is Running Out                   | 14                   |
| Absolution (2003)                  | Stockholm Syndrome                    | 5                    |
| Absolution (2003)                  | Interlude                             | 9                    |
| Absolution (2003)                  | Hysteria                              | 11                   |
| Black Holes and Revelations (2006) | Starlight                             | 16                   |
| Black Holes and Revelations (2006) | Supermassive Black Hole               | 12                   |
| Black Holes and Revelations (2006) | Map of the Problematique              | 5                    |
| Black Holes and Revelations (2006) | Knights of Cydonia                    | 11                   |
| The Resistance (2009)              | Uprising                              | 16                   |
| The Resistance (2009)              | Resistance                            | 6                    |
| The Resistance (2009)              | Undisclosed Desires                   | 7                    |
| The Resistance (2009)              | United States of Eurasia              | 8                    |
| The Resistance (2009)              | Unnatural Selection                   | 4                    |
| Geen                               | America (cover van Leonard Bernstein) | 1                    |

### The Resistance Tour
Meegenomen in deze lijst zijn A Seaside Rendezvous, de voorbereidingsconcerten en alle andere concerten van The Resistance Tour. Het nummer Cave werd voor het eerst in 8 jaar weer gespeeld, alleen werd in plaats van de gitaar nu de piano gebruikt.
| Album                              | Nummer                                               | Aantal keer gespeeld |
| ---------------------------------- | ---------------------------------------------------- | -------------------- |
| Showbiz (1999)                     | Sunburn                                              | 6                    |
| Showbiz (1999)                     | Cave                                                 | 18                   |
| Showbiz (1999)                     | Unintended                                           | 10                   |
| Origin of Symmetry (2001)          | New Born                                             | 110                  |
| Origin of Symmetry (2001)          | Bliss                                                | 12                   |
| Origin of Symmetry (2001)          | Space Dementia                                       | 2                    |
| Origin of Symmetry (2001)          | Hyper Music                                          | 2                    |
| Origin of Symmetry (2001)          | Plug In Baby                                         | 143                  |
| Origin of Symmetry (2001)          | Citizen Erased                                       | 23                   |
| Origin of Symmetry (2001)          | Micro Cuts                                           | 2                    |
| Origin of Symmetry (2001)          | Screenager                                           | 2                    |
| Origin of Symmetry (2001)          | Darkshines                                           | 2                    |
| Origin of Symmetry (2001)          | Feeling Good                                         | 72                   |
| Origin of Symmetry (2001)          | Megalomania                                          | 5                    |
| Hullabaloo Soundtrack (2002)       | Dead Star                                            | 2                    |
| Absolution (2003)                  | Time Is Running Out                                  | 143                  |
| Absolution (2003)                  | Stockholm Syndrome                                   | 130                  |
| Absolution (2003)                  | Interlude                                            | 142                  |
| Absolution (2003)                  | Hysteria                                             | 144                  |
| Absolution (2003)                  | Butterflies and Hurricanes                           | 12                   |
| Absolution (2003)                  | Ruled by Secrecy                                     | 9                    |
| Black Holes and Revelations (2006) | Take a Bow                                           | 16                   |
| Black Holes and Revelations (2006) | Starlight                                            | 144                  |
| Black Holes and Revelations (2006) | Supermassive Black Hole                              | 144                  |
| Black Holes and Revelations (2006) | Map of the Problematique                             | 102                  |
| Black Holes and Revelations (2006) | Soldier's Poem                                       | 5                    |
| Black Holes and Revelations (2006) | Knights of Cydonia                                   | 144                  |
| The Resistance (2009)              | Uprising                                             | 144                  |
| The Resistance (2009)              | Resistance                                           | 141                  |
| The Resistance (2009)              | Undisclosed Desires                                  | 139                  |
| The Resistance (2009)              | United States of Eurasia                             | 141                  |
| The Resistance (2009)              | Guiding Light                                        | 63                   |
| The Resistance (2009)              | Unnatural Selection                                  | 102                  |
| The Resistance (2009)              | MK Ultra                                             | 46                   |
| The Resistance (2009)              | I Belong to You / Mon cœur s'ouvre à ta voix         | 5                    |
| The Resistance (2009)              | Exogenesis: Symphony, Part 1: Overture               | 99                   |
| Geen                               | Nishe                                                | 125                  |
| Geen                               | Neutron Star Collision (Love Is Forever)             | 9                    |
| Geen                               | Back in Black (cover van AC/DC)                      | 6                    |
| Geen                               | Can't Take My Eyes Off You (cover van Andy Williams) | 1                    |
| Geen                               | Popcorn (cover van Gershon Kingsley)                 | 4                    |
| Geen                               | Where the Streets Have No Name (cover van U2)        | 1                    |

## Lijst van concerten

#### U2 360° Tour
| Nr. | Datum             | Plaats          | Land             | Locatie                    |
| --- | ----------------- | --------------- | ---------------- | -------------------------- |
| 1   | 24 september 2009 | East Rutherford | Verenigde Staten | Giants Stadium             |
| 2   | 25 september 2009 | East Rutherford | Verenigde Staten | Giants Stadium             |
| 3   | 29 september 2009 | Landover        | Verenigde Staten | FedEx Field                |
| 4   | 1 oktober 2009    | Charlottesville | Verenigde Staten | Scott Stadium              |
| 5   | 3 oktober 2009    | Raleigh         | Verenigde Staten | Carter-Finley Stadium      |
| 6   | 6 oktober 2009    | Atlanta         | Verenigde Staten | Georgia Dome               |
| 7   | 9 oktober 2009    | Tampa           | Verenigde Staten | Raymond James Stadium      |
| 8   | 12 oktober 2009   | Arlington       | Verenigde Staten | Cowboys Stadium            |
| 9   | 14 oktober 2009   | Houston         | Verenigde Staten | Reliant Stadium            |
| 10  | 25 maart 2011     | Santiago        | Chili            | Estadio Nacional de Chile  |
| 11  | 30 maart 2011     | La Plata        | Argentinië       | Estadio Ciudad de La Plata |
| 12  | 2 april 2011      | La Plata        | Argentinië       | Estadio Ciudad de La Plata |
| 13  | 3 april 2011      | La Plata        | Argentinië       | Estadio Ciudad de La Plata |
| 14  | 9 april 2011      | São Paulo       | Brazilië         | Estádio do Morumbi         |
| 15  | 10 april 2011     | São Paulo       | Brazilië         | Estádio do Morumbi         |
| 16  | 13 april 2011     | São Paulo       | Brazilië         | Estádio do Morumbi         |

### Eerste reeks - eerste deel van Europa en Amerikaanse muziekfestivals
| Nr. | Datum            | Plaats      | Land                | Locatie                          | Voorprogramma           |
| --- | ---------------- | ----------- | ------------------- | -------------------------------- | ----------------------- |
| 1   | 22 oktober 2009  | Helsinki    | Finland             | Hartwall Areena                  | Geen                    |
| 2   | 24 oktober 2009  | Stockholm   | Zweden              | Hovet                            | The Horrors             |
| 3   | 25 oktober 2009  | Oslo        | Noorwegen           | Oslo Spektrum                    | The Horrors             |
| 4   | 26 oktober 2009  | Kopenhagen  | Denemarken          | Parken                           | The Horrors             |
| 5   | 28 oktober 2009  | Hamburg     | Duitsland           | Color Line Arena                 | The Horrors             |
| 6   | 29 oktober 2009  | Berlijn     | Duitsland           | O2 World Berlin                  | The Horrors             |
| 7   | 31 oktober 2009  | Liévin      | Frankrijk           | Arena Stade Couvert              | The Horrors             |
| 8   | 1 november 2009  | Amnéville   | Frankrijk           | Galaxie                          | The Horrors             |
| 9   | 2 november 2009  | Antwerpen   | België              | Sportpaleis                      | The Horrors             |
| 10  | 4 november 2009  | Sheffield   | Verenigd Koninkrijk | Sheffield Arena                  | The Big Pink            |
| 11  | 5 november 2009  | Liverpool   | Verenigd Koninkrijk | Echo Arena                       | The Big Pink            |
| 12  | 6 november 2009  | Dublin      | Ierland             | The O2                           | Geen                    |
| 13  | 9 november 2009  | Glasgow     | Schotland           | SECC                             | The Big Pink            |
| 14  | 10 november 2009 | Birmingham  | Verenigd Koninkrijk | National Indoor Arena            | The Big Pink            |
| 15  | 12 november 2009 | Londen      | Verenigd Koninkrijk | The O2 Arena                     | The Big Pink            |
| 16  | 13 november 2009 | Londen      | Verenigd Koninkrijk | The O2 Arena                     | The Big Pink            |
| 17  | 14 november 2009 | Rotterdam   | Nederland           | Ahoy Rotterdam                   | Biffy Clyro             |
| 18  | 16 november 2009 | Keulen      | Duitsland           | Lanxess Arena                    | Biffy Clyro             |
| 19  | 17 november 2009 | Parijs      | Frankrijk           | Palais Omnisports de Paris-Bercy | Biffy Clyro             |
| 20  | 18 november 2009 | Zürich      | Zwitserland         | Hallenstadion                    | Biffy Clyro             |
| 21  | 20 november 2009 | München     | Duitsland           | Olympiahalle                     | Biffy Clyro             |
| 22  | 21 november 2009 | Bologna     | Italië              | Futurshow Station                | Biffy Clyro             |
| 23  | 22 november 2009 | Lyon        | Frankrijk           | Halle Tony Garnier               | Biffy Clyro             |
| 24  | 24 november 2009 | Barcelona   | Spanje              | Palau Sant Jordi                 | Biffy Clyro             |
| 25  | 25 november 2009 | Toulouse    | Frankrijk           | Le Zénith de Toulouse            | Biffy Clyro             |
| 26  | 28 november 2009 | Madrid      | Spanje              | Palacio de Deportes              | Biffy Clyro             |
| 27  | 29 november 2009 | Lissabon    | Portugal            | Pavilhão Atlântico               | Biffy Clyro             |
| 28  | 1 december 2009  | Limoges     | Frankrijk           | Zénith de Limoges                | Biffy Clyro             |
| 29  | 2 december 2009  | Dijon       | Frankrijk           | Zénith de Dijon                  | Biffy Clyro             |
| 30  | 4 december 2009  | Turijn      | Italië              | Palasport Olimpico               | Biffy Clyro             |
| 31  | 11 december 2009 | Oakland     | Verenigde Staten    | Oracle Arena                     | Verschillende artiesten |
| 32  | 12 december 2009 | Paradise    | Verenigde Staten    | The Joint                        | Verschillende artiesten |
| 33  | 13 december 2009 | Los Angeles | Verenigde Staten    | Gibson Amphitheatre              | Verschillende artiesten |
| 34  | 15 december 2009 | Seattle     | Verenigde Staten    | WaMu Theater                     | Verschillende artiesten |

### Tweede reeks - Azië en eerste deel van Oceanië
| Nr. | Datum           | Plaats     | Land          | Locatie                     | Voorprogramma           |
| --- | --------------- | ---------- | ------------- | --------------------------- | ----------------------- |
| 35  | 7 januari 2010  | Seoel      | Zuid-Korea    | Olympic Park                | Geen                    |
| 36  | 9 januari 2010  | Osaka      | Japan         | Osaka-jo Hall               | Geen                    |
| 37  | 11 januari 2010 | Nagoya     | Japan         | Aichi Prefectural Gymnasium | Geen                    |
| 38  | 12 januari 2010 | Tokio      | Japan         | Nippon Budokan              | Geen                    |
| 39  | 15 januari 2010 | Auckland   | Nieuw-Zeeland | Big Day Out                 | Verschillende artiesten |
| 40  | 17 januari 2010 | Gold Coast | Australië     | Big Day Out                 | Verschillende artiesten |
| 41  | 22 januari 2010 | Sydney     | Australië     | Big Day Out                 | Verschillende artiesten |
| 42  | 23 januari 2010 | Sydney     | Australië     | Big Day Out                 | Verschillende artiesten |
| 43  | 26 januari 2010 | Melbourne  | Australië     | Big Day Out                 | Verschillende artiesten |
| 44  | 29 januari 2010 | Adelaide   | Australië     | Big Day Out                 | Verschillende artiesten |
| 45  | 31 januari 2010 | Perth      | Australië     | Big Day Out                 | Verschillende artiesten |
| 46  | 3 februari 2010 | Singapore  | Singapore     | Singapore Indoor Stadium    | Saosin, Rise Against    |
| 47  | 6 februari 2010 | Lantau     | Hongkong      | AsiaWorld-Expo              | Geen                    |

### Derde reeks - eerste deel van Noord-Amerika
| Nr. | Datum            | Plaats           | Land             | Locatie                      | Voorprogramma           |
| --- | ---------------- | ---------------- | ---------------- | ---------------------------- | ----------------------- |
| 48  | 27 februari 2010 | Duluth           | Verenigde Staten | Gwinnett Center              | Silversun Pickups       |
| 49  | 1 maart 2010     | Fairfax          | Verenigde Staten | Patriot Center               | Silversun Pickups       |
| 50  | 2 maart 2010     | Philadelphia     | Verenigde Staten | Wachovia Center              | Silversun Pickups       |
| 51  | 3 maart 2010     | Baltimore        | Verenigde Staten | 1st Mariner Arena            | Silversun Pickups       |
| 52  | 5 maart 2010     | New York         | Verenigde Staten | Madison Square Garden        | Silversun Pickups       |
| 53  | 6 maart 2010     | Boston           | Verenigde Staten | TD Garden                    | Silversun Pickups       |
| 54  | 8 maart 2010     | Toronto          | Canada           | Air Canada Centre            | Silversun Pickups       |
| 55  | 10 maart 2010    | Montreal         | Canada           | Bell Centre                  | Silversun Pickups       |
| 56  | 12 maart 2010    | Chicago          | Verenigde Staten | United Center                | Silversun Pickups       |
| 57  | 13 maart 2010    | Auburn Hills     | Verenigde Staten | The Palace of Auburn Hills   | Silversun Pickups       |
| 58  | 15 maart 2010    | Nashville        | Verenigde Staten | Bridgestone Arena            | Silversun Pickups       |
| 59  | 17 maart 2010    | Fort Worth       | Verenigde Staten | Fort Worth Convention Center | Silversun Pickups       |
| 60  | 18 maart 2010    | Houston          | Verenigde Staten | Toyota Center                | Silversun Pickups       |
| 61  | 19 maart 2010    | Austin           | Verenigde Staten | South by Southwest           | Metric                  |
| 62  | 29 maart 2010    | Edmonton         | Canada           | Rexall Place                 | Silversun Pickups       |
| 63  | 30 maart 2010    | Calgary          | Canada           | Pengrowth Saddledome         | Silversun Pickups       |
| 64  | 1 april 2010     | Vancouver        | Canada           | Pacific Coliseum             | Silversun Pickups       |
| 65  | 2 april 2010     | Seattle          | Verenigde Staten | KeyArena                     | Silversun Pickups       |
| 66  | 3 april 2010     | Portland         | Verenigde Staten | Rose Garden                  | Silversun Pickups       |
| 67  | 5 april 2010     | West Valley City | Verenigde Staten | E Center                     | Silversun Pickups       |
| 68  | 9 april 2010     | Phoenix          | Verenigde Staten | US Airways Center            | Silversun Pickups       |
| 69  | 10 april 2010    | Paradise         | Verenigde Staten | Mandalay Bay Events Center   | Silversun Pickups       |
| 70  | 11 april 2010    | Tucson           | Verenigde Staten | KFMA Day                     | Verschillende artiesten |
| 71  | 14 april 2010    | Oakland          | Verenigde Staten | Oracle Arena                 | Silversun Pickups       |
| 72  | 17 april 2010    | Indio            | Verenigde Staten | Coachella                    | Verschillende artiesten |
| 73  | 20 april 2010    | Mexico-Stad      | Mexico           | Foro Sol                     | Rey Pila                |

### Vierde reeks - muziekfestivals en stadions
| Nr. | Datum             | Plaats                  | Land                | Locatie                        | Voorprogramma                                   |
| --- | ----------------- | ----------------------- | ------------------- | ------------------------------ | ----------------------------------------------- |
| 74  | 25 mei 2010       | Parijs                  | Frankrijk           | Casino de Paris                | Geen                                            |
| 75  | 27 mei 2010       | Lissabon                | Portugal            | Rock in Rio                    | Verschillende artiesten                         |
| 76  | 2 juni 2010       | Bern                    | Zwitserland         | Stade de Suisse                | Editors, The Big Pink                           |
| 77  | 5 juni 2010       | Nürburg                 | Duitsland           | Rock am Ring                   | Verschillende artiesten                         |
| 78  | 6 juni 2010       | Nuremberg               | Duitsland           | Rock im Park                   | Verschillende artiesten                         |
| 79  | 8 juni 2010       | Milaan                  | Italië              | San Siro                       | Kasabian, Friendly Fires, Calibro 35            |
| 80  | 11 juni 2010      | Parijs                  | Frankrijk           | Stade de France                | Editors, The Big Pink , I Am Arrows             |
| 81  | 12 juni 2010      | Parijs                  | Frankrijk           | Stade de France                | Kasabian, White Lies, DeVotchKa                 |
| 82  | 16 juni 2010      | Madrid                  | Spanje              | Estadio Vicente Calderón       | Editors,The Big Pink                            |
| 83  | 19 juni 2010      | Nijmegen                | Nederland           | Goffertpark                    | Editors, Ghinzu                                 |
| 84  | 26 juni 2010      | Pilton                  | Verenigd Koninkrijk | Glastonbury Festival           | Verschillende artiesten                         |
| 85  | 29 juni 2010      | Arendal                 | Noorwegen           | Hovefestivalen                 | Verschillende artiesten                         |
| 86  | 1 juli 2010       | Werchter                | België              | Rock Werchter                  | Verschillende artiesten                         |
| 87  | 3 juli 2010       | Roskilde                | Denemarken          | Roskilde Festival              | Verschillende artiesten                         |
| 88  | 5 juli 2010       | Hradec Králové          | Tsjechië            | Rock for People                | Verschillende artiesten                         |
| 89  | 9 juli 2010       | Kinross                 | Schotland           | T in the Park                  | Verschillende artiesten                         |
| 90  | 10 juli 2010      | Naas                    | Ierland             | Oxegen                         | Verschillende artiesten                         |
| 91  | 15 juli 2010      | Carhaix-Plouguer        | Frankrijk           | Festival des Vieilles Charrues | Verschillende artiesten                         |
| 92  | 17 juli 2010      | Salacgrīva              | Litouwen            | Positivus Festival             | Verschillende artiesten                         |
| 93  | 19 juli 2010      | Helsinki                | Finland             | Kaisaniemi Park                | White Lies, Manna                               |
| 94  | 23 juli 2010      | Bergen                  | Noorwegen           | Bergenhus Fortress             | White Lies, Magnet                              |
| 95  | 30 juli 2010      | Niigata                 | Japan               | Fuji Rock Festival             | Verschillende artiesten                         |
| 96  | 1 augustus 2010   | Icheon                  | Zuid-Korea          | Valley Rock Festival           | Verschillende artiesten                         |
| 97  | 15 augustus 2010  | Boedapest               | Hongarije           | Sziget-festival                | Verschillende artiesten                         |
| 98  | 19 augustus 2010  | Sankt Pölten            | Oostenrijk          | Frequency Festival             | Verschillende artiesten                         |
| 99  | 21 augustus 2010  | Krakau                  | Polen               | Coke Live Music Festival       | Verschillende artiesten                         |
| 100 | 27 augustus 2010  | Santiago de Compostella | Spanje              | Festival Xacobeo               | Verschillende artiesten                         |
| 101 | 4 september 2010  | Manchester              | England             | Old Trafford                   | Editors, Band of Skulls, Pulled Apart by Horses |
| 102 | 10 september 2010 | Londen                  | England             | Wembley Stadium                | Lily Allen, The Big Pink, White Rabbits         |
| 103 | 11 september 2010 | Londen                  | England             | Wembley Stadium                | Biffy Clyro, White Lies, I Am Arrows            |

### Vijfde reeks - tweede deel van Noord-Amerika
| Nr. | Datum             | Plaats          | Land             | Locatie                   | Voorprogramma           |
| --- | ----------------- | --------------- | ---------------- | ------------------------- | ----------------------- |
| 104 | 22 september 2010 | San Diego       | Verenigde Staten | Viejas Arena              | Passion Pit             |
| 105 | 23 september 2010 | Anaheim         | Verenigde Staten | Honda Center              | Passion Pit             |
| 106 | 25 september 2010 | Los Angeles     | Verenigde Staten | Staples Center            | Passion Pit             |
| 107 | 26 september 2010 | Los Angeles     | Verenigde Staten | Staples Center            | Passion Pit             |
| 108 | 28 september 2010 | Sacramento      | Verenigde Staten | ARCO Arena                | Passion Pit             |
| 109 | 1 oktober 2010    | Rio Rancho      | Verenigde Staten | Santa Ana Star Center     | Passion Pit             |
| 110 | 2 oktober 2010    | Denver          | Verenigde Staten | Pepsi Center              | Passion Pit             |
| 111 | 5 oktober 2010    | Minneapolis     | Verenigde Staten | Target Center             | Passion Pit             |
| 112 | 6 oktober 2010    | Milwaukee       | Verenigde Staten | BMO Harris Bradley Center | Passion Pit             |
| 113 | 8 oktober 2010    | Oklahoma City   | Verenigde Staten | Ford Center               | Passion Pit             |
| 114 | 9 oktober 2010    | Austin          | Verenigde Staten | Austin City Limits        | Verschillende artiesten |
| 115 | 11 oktober 2010   | Cincinnati      | Verenigde Staten | U.S. Bank Arena           | Metric                  |
| 116 | 12 oktober 2010   | Columbus        | Verenigde Staten | Value City Arena          | Metric                  |
| 117 | 21 oktober 2010   | Quebec          | Canada           | Colisée Pepsi             | Metric                  |
| 118 | 23 oktober 2010   | Uniondale       | Verenigde Staten | Nassau Coliseum           | Metric                  |
| 119 | 24 oktober 2010   | Newark          | Verenigde Staten | Prudential Center         | Metric                  |
| 120 | 26 oktober 2010   | Raleigh         | Verenigde Staten | RBC Center                | Metric                  |
| 121 | 27 oktober 2010   | Charlottesville | Verenigde Staten | John Paul Jones Arena     | Metric                  |
| 122 | 29 oktober 2010   | New Orleans     | Verenigde Staten | Voodoo Experience         | Verschillende artiesten |

### Zesde reeks - tweede deel van Oceanië
| Nr. | Datum            | Plaats    | Land      | Locatie                       | Voorprogramma      |
| --- | ---------------- | --------- | --------- | ----------------------------- | ------------------ |
| 123 | 5 december 2010  | Brisbane  | Australië | Brisbane Entertainment Centre | Dead Letter Circus |
| 124 | 6 december 2010  | Brisbane  | Australië | Brisbane Entertainment Centre | Dead Letter Circus |
| 125 | 9 december 2010  | Sydney    | Australië | Acer Arena                    | Biffy Clyro        |
| 126 | 10 december 2010 | Sydney    | Australië | Acer Arena                    | Biffy Clyro        |
| 127 | 14 december 2010 | Melbourne | Australië | Rod Laver Arena               | Biffy Clyro        |
| 128 | 15 december 2010 | Melbourne | Australië | Rod Laver Arena               | Biffy Clyro        |
| 129 | 19 december 2010 | Perth     | Australië | Bassendean Oval               | Biffy Clyro        |

### Zevende reeks - 2011
| Nr. | Datum            | Plaats          | Land                | Locatie                       | Voorprogramma                       |
| --- | ---------------- | --------------- | ------------------- | ----------------------------- | ----------------------------------- |
| 130 | 20 mei 2011      | Sint-Petersburg | Rusland             | SKK Peterburgsky              | We Are Scientists                   |
| 131 | 22 mei 2011      | Moskou          | Rusland             | Olympisch Stadion             | We Are Scientists                   |
| 132 | 24 mei 2011      | Kiev            | Oekraïne            | Sportpaleis                   | We Are Scientists                   |
| 133 | 30 juli 2011     | Los Angeles     | Verenigde Staten    | L.A. Rising                   | Verschillende artiesten             |
| 134 | 3 augustus 2011  | Noblesville     | Verenigde Staten    | Verizon Wireless Music Center | Cage the Elephant, Middle Class Rut |
| 136 | 5 augustus 2011  | Chicago         | Verenigde Staten    | Lollapalooza                  | Verschillende artiesten             |
| 135 | 6 augustus 2011  | Kansas City     | Verenigde Staten    | Kanrocksas                    | Verschillende artiesten             |
| 137 | 13 augustus 2011 | San Francisco   | Verenigde Staten    | Outside Lands                 | Verschillende artiesten             |
| 138 | 26 augustus 2011 | Leeds           | Verenigd Koninkrijk | Reading en Leeds Festivals    | Verschillende artiesten             |
| 139 | 28 augustus 2011 | Reading         | Verenigd Koninkrijk | Reading en Leeds Festivals    | Verschillende artiesten             |

## Geannuleerde concerten
- Op 6 april 2010 zou de band optreden in in de Amerikaanse plaats Broomfield. Door hevige sneeuwval was de weg naar het 1stBank Center geblokkeerd en werd het concert geannuleerd. Op 2 oktober 2010 gaf de band een vervangend optreden in het Pepsi Center van Denver.[45]
- Een concert in het Zweedse Stockholm op 21 juli 2010 werd geannuleerd wegens "onvoorziene omstandigheden".[46]
- Wegens de geboorte van het vijfde kind van bassist Christopher Wolstenholme werden de concerten op 2 en 3 november in Kansas City en St. Louis geannuleerd. Concerten in Columbus en Cincinnati op 5 en 6 november werden vervroegd naar 11 en 12 oktober 2010.[47]

## Medewerkers
- Matthew Bellamy - zang, gitaar, piano, keytar tijdens Undisclosed Desires
- Christopher Wolstenholme - basgitaar, achtergrondzang, mondharmonica tijdens Knights of Cydonia
- Dominic Howard - drums, achtergrondzang tijdens Supermassive Black Hole
- Morgan Nicholls - keyboards, synthesizers, achtergrondzang, slaginstrumenten, gitaar tijdens United States of Eurasia